# Captatio benevolentiæ
 Captatio benevolentiæ  é uma expressão da retórica latina que significa literalmente "atrair a benevolência". Refere-se a uma  estratégia usada em textos literários, quando o autor se dirige ao leitor visando conquistar a sua simpatia, como é o  caso do capítulo III do livro  Viagens da Minha Terra, de Almeida Garrett, em que o autor simula estar convicto de ter "desapontado" o leitor:

 "Vou desapontar decerto o leitor benévolo; vou perder, pela minha fatal sinceridade, quanto em seu conceito tinha adquirido nos dois primeiros capítulos desta interessante viagem."

Dessa forma, o autor supõe que, diante de tanta sinceridade e humildade, o leitor não hesitará em "desculpar" suas falhas.